# Soini Nikkinen
Soini Nikkinen   (Kiuruvesi, 19 de juliol de 1923 - Nastola, 2 de juny de 2012) fou un atleta finlandès, especialista en el llançament de javelina, que va competir durant les dècades de 1940 i 1950.
El 1948 va prendre part en els Jocs Olímpics d'Estiu de Londres, on fou dotzè en la prova del llançament de javelina del programa d'atletisme. Quatre anys més tard, als Jocs de Hèlsinki, fou vuitè en la mateixa prova.
En el seu palmarès destaca una medalla de bronze en la prova del llançament de javelina del Campionat d'Europa d'atletisme de 1954, rere Janusz Sidło i Vladimir Kuznetsov Va guanyar el campionat nacional de 1952. El 24 de juny de 1956 va batre el rècord del món de l'especialitat amb 83,56 metres. Aquest registre sols va durar 6 dies, ja que el 30 de juny Janusz Sidło el va millorar en 10 cm.

## Millors marques
- Llançament de javelina. 83,56 metres (1956)[1][5]